# Meyrink
Meyrink ist ein deutscher Familienname.

## Herkunft und Bedeutung
Meyrink ist eine Variante des Familiennamens Meier.

## Namensträger
- Gustav Meyrink (1868–1932), österreichischer Schriftsteller
- Michelle Meyrink (* 1962), kanadische Filmschauspielerin